# KFC Wakken
KFC Wakken was een Belgische voetbalclub uit Wakken. De club was aangesloten bij de KBVB met stamnummer 598 en had groen-zwart als kleuren. De club werd reeds opgericht in de jaren twintig van de 20ste eeuw, maar speelde heel zijn geschiedenis in de provinciale reeksen. In 2011 ging de club failliet.